# Madascincus stumpffi
Madascincus stumpffi (Boettger, 1882) è un sauro della famiglia Scincidae, endemico del Madagascar.